# Parastrangalis palleago
Parastrangalis palleago är en skalbaggsart som beskrevs av Holzschuh 1998. Parastrangalis palleago ingår i släktet Parastrangalis och familjen långhorningar. Inga underarter finns listade i Catalogue of Life.